# Clausura 2012-13

## Información
| Equipos Participantes |                     |                      |                     |                          |        |         |
| Equipo                | Ciudad              | Entrenador           | Capitán             | Estadio                  | Aforo  | Marca   |
| Atlético Choloma      | Choloma             | Edwin Pavón          | Oscar Torlacoff     | Rubén Deras              | 5,000  | Joma    |
| Deportes Savio        | Santa Rosa de Copán | Hernán García        | Marco Antonio Mejía | Sergio Reyes             | 5,000  | Tribe   |
| Marathón              | San Pedro Sula      | Carlos Martínez      | Mario Berrios       | Yankel Rosenthal         | 15,000 | Joma    |
| Motagua               | Tegucigalpa         | Reynaldo Clavasquín  | Amado Guevara       | Nacional                 | 35,040 | Joma    |
| Olimpia               | Tegucigalpa         | Danilo Tosello       | Reynaldo Tilguath   | Nacional                 | 35,040 | Puma    |
| Platense FC           | Puerto Cortés       | Hermelindo Cantarero | Jerry Palacios      | Excelsior                | 12,000 | Joma    |
| Real España           | San Pedro Sula      | José Treviño         | ¿?                  | Francisco Morazán        | 20,000 | Lotto   |
| Real Sociedad         | Tocoa               | Raúl Sambulá         | Danilo Turcios      | Francisco Martínez Durón | 3,000  | Patrick |
| Victoria              | La Ceiba            | Héctor Vargas        | Mauricio Copete     | Ceibeño                  | 25,055 | Patrick |
| Vida                  | La Ceiba            | ¿?                   | Jorge Lozano        | Ceibeño                  | 25,055 | Puma    |

- Datos: Q5772258